# آکیرا ماروتانی
آکیرا ماروتانی (ژاپنی: 丸谷 明؛ زادهٔ ۲۸ فوریهٔ ۱۹۸۴) یک بازیکن فوتبال اهل ژاپن است.
از باشگاه‌هایی که در آن بازی کرده‌است می‌توان به باشگاه فوتبال فاگیانو اوکایاما اشاره کرد.